# عمر الفرا
عمر الفرا (1949 - 21 يونيو 2015) شاعر سوري ولد في تدمر ودرس فيها وفي مدينة حمص. بدأ كتابة الشعر الشعبي منذ عمر الثالثة عشرة واشتهر بطريقة القائه المميزة السلسة للشعر وكلماته المعبرة القوية، شاعر كبير مبدع متمكن يعد من أهم الشعراء العرب.
عمل بالتدريس في مدينة حمص لمدة 17 عاماً ثم تفرغ للأعمال الشعرية والأدبية. معظم قصائده بالعامية البدوية بلهجة منطلقة قوية إضافة لقصائد بالفصحى، وتتنوع قصائد الشاعر عمر الفرا في العديد من المواضيع والأحداث والمناسبات والقصص الاجتماعية التي يعبر فيها أجمل تعبير.
اشتهر بقصيدة (حمده) وأصبحت هذه القصيدة التي تتكلم عن فتاة بدوية انتحرت بعدما أجبرت على الزواج من ابن عمها، وأصبحت قصيدة (حمده) رمز للشاعر عمر الفرا.
من أعماله ديوان «قصة حمدة» و«الأرض إلنا» و«حديث الهيل» و«كل ليلة» بالعامية و«الغريب» و«رجال الله» بالفصحى. ومن أشهر قصائده:
- رجال الله[3][4]
- حديث الهيل
- عرار
- الياسمينة
- جول جمال
- البندقية
- عروس الجنوب (قصيدة رائعة عن الاستشهادية البطلة سناء محيدلي)
- الله أكبر [5](قصيدة مهداة إلى سيد المقاومة حسن نصر الله)
- رسالة
- بليلة عواصف
- قصيدة وطن (وصية كتبها أب لإبنه يعبّر من خلالها عن حب الوطن والتمسك به وبالأرض وأن الغربة كريهة وأنه سيعود إلى وطنه مهما طال الزمن)
- قصة حمدة (تتحدث عن معاناة فتاة بدوية أرادت عائلتها إجبارها على الزواج من ابن عمها)
- مرت امامي
- تسعة أشهر
- الفجر (قصيدة مهداة إلى سماحة السيد حسن نصر الله)[4]
- محمد الدرة
- مشنشلة
- الغربة
- سأكتب
- شعري وقلبي
- قالتلي
- حدثتني عيناك
- الثار
- موعد في البادية
- موعد في المدينة
- مارايدك
- قصة امرأة
- الكوثر
- خطار
- الدكتور
- الأرض النا
- نور

## من أشعاره
أقْنُص معي... يا ذيب، جُوعك مثل جوعي. يا نفترس هالليل يا يطحنو ضلوعي. حلو الصَّبُر يا ذيب.... حِيْن الدهر يرْحَمْ، وعيب الصَّبُر يا ذيب لما العتم يلْتَمْ. تبكي!!...؟ ليش البكا يا ذيب؟؟ خَلّي الدمع غالي. تِفْشَلْ... متى تِصْرَخْ. إِكْتِمْ أنين الحيف، خَزِّنْ ثَلِجْ كانون تِطْفِيْ لهيب الصيف. تمرّد... وانا اتمرَّدْ. مثلك أنا مشرَّد، مصابك مع مصابي، ركابك على ركابي، ونابك جَنِبْ نابي. تُحْفُر... قبور الناس الماتو حزن يا ذيب، عا عنتر وجسّاس ونسيو طيور البر تاكُلْ بيادرهم. أُقنُصْ معي... يا ذيب، عا عنتر وجسّاس ونسيو طيور البَرْ تاكل بيادرهُمْ. اقنص معي... يا ذيب، نرجِّع سنين الخير، حبه ورا حبّه، من حوصلة هالطير. لو... عوكرت ونخيب، قُصَّه أَبَدْ ما تغيب، يجلجل صداها الكون. رهبة وهوى وترغيب. من مِدًّه مرُّو اثنين؛ مِصَعْلَكْ تَعِيْسْ وذيب. فزّو... قرصهم جوع. صحيت كلام القوم وشمَّت نَفَسْ تهريب. إخْوَه....أنا ويّاك، صوتك مثل صوتي، وباكِرْ ترى يا ذيب موتك مثل موتي. إن كَادَك شهم يا ذيب إصعَدْ على طلوعي، يا نفترس... هالليل، يا يطحنو... ضلوعي.

قصيدة رجال الله:
كذا صار الدم العربي سكيناً وذباحا.. 
وصار الشعر بعد الصمت في الساحات صداحا 
كذا صرنا ولن نبقى إذا كنا تناسينا جهاد الحق والإيمان. 
وأن الشعب رغم الذل..رغم القهر.. يرفع راية العصيان 
يصمم أخذها غصباً..ويأخذها 
كذا فعلت رجال الله يوم الفتح في لبنان.. 
جنوبي الهوى قلبي وما أحلاه أن يغدو هوى قلبي جنوبيا 
هنا حطت رحاؤلنا..تعال اخلع.. 
وقد أرجوك أن تركع 
تعال اخلع نعالك..إننا نمشي على أرضٍ مقدسة فلو أسطيع أعبرها على رمشي.. 
هنا سُلبوا، هنا صلبوا، هنا رقدوا، هنا سجدوا 
هنا قُصفوا، هنا وقفوا، هنا رغبوا، هنا ركبوا براق الله وانسكبوا بشلال من الشهداء 
قبل رحيلهم كتبوا كتابات بلا عنوان.. ستقرأ في مدارسنا..رجال الله يوم الفتح في لبنان 
لأن الشعب كان هناك يرفض فكرة الإذعان.. 
لأن جراحهم نزفت ونخوة عزهم عزفت نشيد المجد للأوطان.. 
لأن الأرض مطلبهم ونور الحق مركبهم، تجرد من بقيتهم رجال آمنوا..قرؤوا: (إذا جاء) 
رجال عاهدوا صدقوا..وقد شاؤوا كما شاء 
صفاء النفس وحدهم..فجلّ حديثهم صمت، وبعض الصمت إيماء َ.. 
إذا هبوا كإعصار فلا يبقي ولايذرُ.. 
لهم في الموت فلسفة، فلا يخشونه أبدا، بذا أُمروا 
لأجل بلادهم رفعوا لواء النصر..فانتصروا.. 
جنوبيون يعرفهم تراب الأرض، ملح الأرض، عطر منابع الريحان.. 
جنوبيون يعرفهم سناء البرق، غيث المزَن، سحر شقائق النعمان.. 
نجوم الليل تعرفهم وشمس الصبح تعرفهم..وبوح الماء للغدران 
وقد عرفوا طيور الحب، فك السيف، شعر الفرس والإغريق والفينيق والرومان.. 
لهم علم ومعرفة بمن سادوا..ومن بادوا..وموسيقا بحور الشعر وكيف يحرر الإنسان.. 
جنوبيون كان الله يعرفهم، وكان الله قائدهم وآمرهم، لذا كانوا بكل تواضعٍ..كانوا رجال الله يوم الفتح في لبنان..
قصيدة بطل:
قصيدة كتبها الشاعر الأستاذ عمر الفرّا عنوانها (الله أكبر) كتبها بسيد المقاومة السيد حسن نصرالله ويهديها لرجال المقاومة الإسلامية:
الله أكبر
قررت أن تحيا بطل... ما مات من يحيا بطل
نِعم الفتى العربي أنت فلك الخلود لك الوجود
لك الصعود لك القبل
لك مالنا وعليك حتما ما علينا
فإنتظرني إنني آت إليك
فأنا السند وأنا المدد
وغدا سأمشي في طريقك ثائرا ومقاتلا
ستكون لي نعم المثل
***
أنت آثرت الجهاد مبكرا
لتكون أولنا وأكملنا وأجملنا
آثرت أن تسموا كما
تسموا النجوم تلألؤا وتألقا
آثرت أن تحيا بطل
لا فرق عندك أن تجيئ الموت عمدا
أوأتى الموت إليك
لله درّك أي مقدرة لديك
أي قلب مدهش في جانبيك
أي إشراقة مجد رسمت في مقلتيك
***
أسرجت خيلك في الجنوب لأجل عزك في الحياة
وعدوت فيها مشرّقا ومغرّبا
فإليك تنتسب الجهات
أيقظتنا من نومنا
قد كاد يقتلنا السبات
ووعدتنا وصدقت حين وعدتنا
إذ قلت
إن النصر آت
***
حققت لي نصرًا مؤزر
وأعدت لي أملا تكسر
أرجعت لي ثقتي بنفسي هكذا عودتنّي
فعلِمتُ أن عدونا وَهمٌ كما علمتني
واهٍ كبيت العنكبوت سهل علينا أن يموت
لا شيء يذكر مطلقا
لا شيء يذكر
علمتنا فن الحروب وكيف تنتصر الشعوب
بندائها الله أكبر
الله أكبر
الله أكبر

## وفاته
توفي يوم الأحد الموافق 21-6-2015 أثر نوبة قلبية عن عمر ناهز 66 عاما، وذلك في منزله الكائن في دمشق.

## وصلات خارجية
- صفحة الشاعر عمر الفرا على موقع أبجد
- صفحة اقتباسات الشاعر عمر الفرا على موقع أبجد
- مقال: عمر الفرا قيثارة شابة تبلغ الستين:عمر الفرا